# Socha svatého Jana Nepomuckého (Ohnišťany)
Pískovcová barokní polychromovaná socha svatého Jana Nepomuckého se nalézá nedaleko od požární nádrže v centru obce Ohnišťany v okrese Hradec Králové. Socha je od 17. 3. 2006 chráněna jako nemovitá kulturní památka ČR.

## Popis
Socha svatého Jana Nepomuckého se nalézá v kamenném čtyřbokém ohrazení tvořeném čtyřbokými balustrádami s vročením 1834. Toto ohrazení obklopuje kovová mříž.
Socha světce v podživotní velikosti je umístěna na kvádrovém podstavci s profilovaným soklem zakončeném jemně profilovanou římsou. Na soklu se na čelní straně nalézá nápis zlatými písmeny: „Ku Kristovi / láska čilá / Nad zlým / vrahem / zvítězila“ s vročením 1738. 
Vlastní polychromovaná socha na soklu představuje stojícího světce oděného v obvyklém kanovnickém rouchu, s biretem na hlavě, bez svatozáře, který pravou rukou objímá v náručí kamenný krucifix a levou jej přidržuje. 
Podle nápisu na zadní straně sochy byla socha opravována v letech 1803 a 1929.